# Bindax
Bindax Thorell, 1892 è un genere di ragni appartenente alla famiglia Salticidae.

## Distribuzione
Le due specie oggi note di questo genere sono endemiche una delle isole Salomone e l'altra dell'isola di Celebes.

## Tassonomia
Considerato un sinonimo anteriore di Eustirognathus Pocock, 1898 (rimosso inoltre dalla sinonimia con Carrhotus Thorell, 1891) da uno studio dell'aracnologo Prószynski del 1987, il quale ha anche effettuato il trasferimento della specie tipo.
A dicembre 2010, si compone di due specie:
- Bindax chalcocephalus (Thorell, 1877)[2] — Celebes
- Bindax oscitans (Pocock, 1898) — Isole Salomone